# Mint (安室奈美恵の曲)
「Mint」（ミント）は、日本の元女性歌手、安室奈美恵の単独名義では44作目のシングル。

## 解説
CDシングルとしては、前作『Red Carpet』から約5か月ぶりとなるシングル。DVDには、「Mint」のMusic Videoを収録。MVには過去最多となる36人の女性ダンサーが参加。
表題曲「Mint」は、伊藤英明主演のカンテレ（関西テレビ）制作・フジテレビ系火曜22時連続ドラマ『僕のヤバイ妻』主題歌。ドラマ主題歌起用は、42ndシングル「BRIGHTER DAY」以来。
「namie amuro LIVE STYLE 2016-2017」会場限定でレコードを発売した。

## 収録曲
- 全作詞：Maria Marcus / Andreas Oberg / Emyli / TIGER
- 全作曲：Maria Marcus / Andreas Oberg / Emyli

### CD
1. Mint
カンテレ・フジテレビ系火曜22時連続ドラマ『僕のヤバイ妻』主題歌
2. Chit Chat
3. Mint -Instrumental-
4. Chit Chat -Instrumental-

### DVD
1. Mint -Music Video-
ディレクター：三石直和 / 振付：HOSSY